# Мішель Фуко
Поль-Міше́ль Фуко́ (фр. Paul-Michel Foucault; 15 жовтня 1926, Пуатьє — 25 червня 1984, Париж) — французький філософ та історик ХХ ст. Мішель Фуко насамперед знаний завдяки критичним дослідженням соціальних інституцій, психіатрії, медицини, наук про людину, системи тюрем, а також завдяки своїм роботам з історії сексуальності.

## Біографія

### Дитинство та юність
Мішель Фуко народився 15 жовтня 1926 р. в Пуатьє в провінційній аристократичній родині. Його батько Поль Фуко, відомий хірург, сподівався що його син наслідує цю професію. Але тільки його молодший брат Деніс долучився до батьківської справи, Фуко ж швидко зацікавився історією. Потім він відмовився від частинки «Поль» у своєму імені, щоб залишатися осторонь слави батька.
Його навчання у юності коливалося від успіху до невдач, аж доки він не вступив до християнського Колежу Святого Станісласа, де й відзначився. В цей час Пуатьє входить до складу Вішістської республіки Режим Віші, а потім було окуповане Німеччиною. Після Другої світової війни вступив на підготовчий курс у ліцей Генріха IV. Перша спроба вступити до престижну Вищої нормальної школи в Парижі, яка традиційно вважалась прямим шляхом для академічної кар'єри у гуманітарних науках, була невдалою. Успіху досяг наступного, 1946 року.

### У Вищій нормальній школі
Час навчання був складним для Фуко, він хворів на клінічну депресію. У 1948 і 1950 роках робив спроби самогубства. Нетривалий курс відвідування психіатра доктора Гайота сприяв його зацікавленню психологією. В 1952 він одержав ступені з психології та філософії. З 1950 по 1953 рр. Фуко був членом Комуністичної партії Франції, перебуваючи під впливом свого вчителя Луї Альтюсера, але з часом його політико-філософські погляди розійшлися із загальнопартійними, особливо після його ознайомлення з реальним станом речей у Радянському союзі та діяльності ГУЛАГ.

### Дебют у кар'єрі
Працюючи репетитором у Вищій нормальній школі, він погодився викладати філософію в університеті у Ліллі. Саме в цей період він зав'язує дружбу з композитором Жаном Барраком. У 1954 публікує свою першу книгу скеровану Луї Альтюсером «Психічна хвороба і особистість», пізніше Фуко відмовляється від поглядів цієї праці. В цьому ж році отримує запрошення на викладання французької літератури до Швеції у місті Уппсала як культурний представник. У 1958 виїжджає до Варшави, де займається поновленням Центру французької культури. У 1960 через непорозуміння з поліцією Гомулки повертається до Франції. На Батьківщині закінчує свою докторську і з 1962;— професор в університеті Клермон-Феррана. У Клермон-Ферран його запросив завідувач кафедри філософії університету Жуль Вуєльман, в майбутньому — його близький друг. І саме тут він зустрів свого супутника на все життя — філософа Даніеля Деферта.
Син доктора, він цікавився епістемологією медицини, 1963 року пише роботу «Народження клініки: археологія медичного погляду». На початку цього року він вступає до редакційної ради журналу «Critique» разом із Роланом Бартом, Мішелем Дегі під керівництвом Жана Піеля, який очолив журнал після смерті Жоржа Батая.
1964 року Деферт обирає добровольчу роботу замість військової служби у Тунісі, Фуко слідує за ним і отримує посаду в Туніському університеті у 1965. У січні він призначається у Комісію реформи вищої освіти за ініціативи міністра освіти Крістіана Фуше, реформа була зреалізована через 2 роки.
У 1966 публікує «Слова і речі», відому працю, яка мала великий успіх у світі. У часи, коли структуралізм занепав, Фуко швидко повернув до нього увагу дослідників і філософів, таких як Жак Дерріда, Клод Леві-Строс, Ролан Барт, які надали поштовху для нової хвилі мислення після вибухів екзистенціалізму натхненних Жаном-Полем Сартром. В цей час Фуко бере активну участь в дебатах та інтерв'ю, а характеристика «структураліст» міцно закріплюється за Фуко. 1966 року ще одне хвилювання[що це?], яке не мало собі рівних у гуманітарних науках: Жак Лакан, Леві-Строс Клод, Бенвенист, Жерар Женетт, Дубровский, Тодоров, Ролан Барт публікують одні із найважливіших зі своїх праць.
Мішель Фуко все ще залишається у Тунісі під час травневих заворушень, але він дуже стурбований заколотом місцевих студентів. Восени 1968 року він повертається до Франції та публікує «Археологію знання», свою відповідь на критику «Слова і речі».

### Після 1968. Активна позиція Фуко
Після подій 1968 уряд вирішив створити експериментальний університет у Венсенні. Фуко отримав там посаду завідувача кафедри філософії. У грудні цього року він запросив кафедру багато молодих «лівих» викладачів. Радикалізм однієї з них, філософа Юдіт Міллер, призвів до відмови Міністерства Освіти у її акредитації, звинувативши її у занадто частому використанні терміну марксист-ленініст у лекціях. Фуко приєднався до студентів, які окупували адміністрацію гуртожитків і протистояли поліції.
У Венсенні довго не затримався і вже у 1970 році його було обрано до Колеж де Франс, найпрестижнішого навчального закладу країни, на посаду професора історії систем мислення (назва яку він обрав). Його кандидатуру підтримав Жюль Вуєльман. Як інавгураційну лекцію він читав свою нову роботу «Воля до істини. Порядок дискурсу».
Політична спрямованість Фуко в той час змінюється, Даніель Деферт приєднався до Лівих пролетаріїв, таємного маїстському руху. У лютому 1971 року Фуко оголошує про створення «Групи інформації про в'язниці», щоб дозволити в'язням повідомляти про умови ув'язнення (активісти підготовлювали таємні анкети для в'язнів). У липні 1970, після численних публікацій і розвідок Групи інформації про в'язнів, у в'язницях були дозволені преса і радіо. У листопаді 1972, він зорганізовує Комітет дій в'язнів (CAP) з Сержем Лівзоре. Розмисли Фуко щодо цієї проблеми призвели до написання його книги «Наглядати і карати: народження в'язниці», яку він закінчив 1975. Це був нарис про структури мікровлади, які розвивалися у європейських суспільствах XVIII сторіччя, із докладним екскурсом історії в'язниць і виховних закладів.
У 1971 він бере участь у демонстрації на розі вулиць Полонсо і Гут-Д'Ор у Парижі, де й брав участь і Сартр, тому демонстрація мала мирний характер — поліції було наказано його не чіпати. На цьому виступі створюється найвідоміша серія фотографій: Фуко і Сартр з мікрофонами у руках.
1977 року комісія французького Парламенту обговорює реформу Карного кодексу, Фуко підписує петицію з Жаком Дерріда і Луї Альтюсером; серед іншого у ній вимагалося скасувати деякі статті закону щодо криміналізації усіх узгоджених особистих відносин дорослих від 15 років (вік згоди у Франції).
Оцінюючи карну систему він вказував, що вона тяжіє до заміни покарання кримінальних злочинів створенням образу небезпечної для суспільства особи. Система не піклується про справжній злочин, вона залякує: «Суспільство у небезпеці!». Сексуальність стає видом «загрози-волоцюги» (фр. «danger errant»), «фантомом». Він підкреслює, що це могло б стати великою можливістю для установ для «нової медичної влади», яка цікавиться прибутками з використання цієї «небезпечної особи».

### Останні роки життя
Наприкінці 70-х років активна політична діяльність сходить нанівець, з розчаруванням багатьох діячів у лівих силах, деякі роблять ідеологічний поворот на 180°, молоді філософи все частіше цитують Фуко, вже визнаного корифея. У 1976 виходить перший том його «Історії сексуальності». Другий і третій томи «Використання задоволення» і «Піклування про себе» вийшли у 1984 році.
Фуко проводить дедалі більше часу у США, в університеті Баффало (де він провів конференцію під час свого першого візиту в США в 1970), і в університеті Берклі, де студенти асистують у його численних конференціях.
Наприкінці 1978 після різні у Залеху він вирушає до Тегерана. Після повернення пише багато палких статей про Іранську революцію, що розпалило гарячу полеміку. Незабаром він вирушає вже вдруге до Японії, виражаючи зацікавленість у «межах західної раціональності» (нотатка «Неминуче питання, чому Японія не протилежна західній раціональності»).
З 1970 по квітень 1984 він продовжував свої лекції (і новий курс біополітики протягом 1978—1979) в Колеж де Франс, де студенти стояли на принципах підтримки уряду.
2 червня 1984 року Фуко зомлів і був госпіталізований. Останні 2 роки перед смертю часто хворів.
25 червня 1984 року помер від СНІДу.

## Особисте життя
Мішель Фуко був геєм, хоч за життя й не афішував своєї гомосексуальної орієнтації. До смерті мав довготривалі стосунки з соціологом Даніелем Дефертом, який після смерті Фуко заснував AIDES, першу французьку громадську організацію по боротьбі зі СНІДом. 
У 2021 році професор Гай Сорман (Guy Sorman) звинуватив Мішеля Фуко у сексуальній експлуатації дітей 8-9-10 років під час його проживання у Тунісі у 1960-х. За словами Сормана, Фуко не дозволив би собі такого у Франції: «У цьому є колоніальний вимір. Білий імперіалізм». 

## Філософія

### Напрями. Теми. Ідеї
Фуко широко відомий в Європі, США, Японії, Австралії, перш за все своїм критичним підходом до психіатрії і медицини, карної системи, ідеями розвитку історії сексуальності, загальними теоріями стосовно влади і відносин між владою і пізнанням, зображенням «смерті людини» (фр. «la mort de l'homme») прогнозованої у «Словах і речах», проблема суб'єктивації, актуалізована у «Піклуванні про себе».
Його філософські праці тісно пов'язані з актуальною дійсністю, проблема його постійної уваги, особливо як безпосереднього учасника руху гомосексуалів — суспільної ідентичності і політичної динаміки. Здається, що «ідентичність» у визначенні статики і об'єкта, Фуко цікавило перш за все як «моделі життя» і процеси суб'єктивації.
Перед своїми дослідженнями Фуко ставив такі завдання:
- Поновити археологію сучасних знань про суб'єкт
- Розшифрувати генеалогію сучасної влади і усієї сучасної західної цивілізації
- Написати особливу онтологію сучасності, яка мислиться сферою перехрещень інших онтологій: онтології суб'єкта по відношенню до себе, онтології суб'єкта у його відношенні до інших і інститутам у галузі влади, онтологію суб'єкта у його відношенні до істини у галузі знання.

Творчість Фуко будується на засадах трьох Кантівських питань:
- Що можна знати?
- Що слід робити?
- Що є людина?

Згідно з цією послідовністю історія думки самого Фуко розподіляється на три періоди: — «археологічний» — «генеалогічний» — «період естетик існування».
У своїй творчості Фуко розвивав основний фонд ідей французького і європейського Просвітництва у реаліях західної культури другої половини XX сторіччя. Основний об'єкт досліджень Фуко — вивчення неусвідомлюваного різних історичних епох, і цей інтерес зближує його з Франкфуртською школою. У шістдесяті роки Фуко розробляє концепцію європейської науки на засадах «археології знання», у серцевині якої «знання-мова». Усі відомі теорії науки і культури Фуко відносить до «доксології». У 70-ті на перший план у його працях виходить тема «знання-насилля», «знання-влада». У 80-х у творчості філософа з'являється поняття «суб'єкта» і розглядається тема сексуальності, а разом із нею — питання етики, моралі, свободи.

## Основні роботи
- Історія божевілля в класичну епоху (1961) Histoire de la folie à l'âge classique. Folie et déraison
- Народження клініки: Археологія лікарського погляду (1963) Naissance de la clinique. Une archéologie du regard médical
- Слова і речі (1966) Les mots et les choses. Une archéologie des sciences humaines
- Археологія знання (1969) L'archéologie du savoir
- Наглядати і карати (1975) Surveiller et punir. Naissance de la prison
- Історія сексуальності (1976—1984) Histoire de la sexualité. 3 томи, український переклад — Харків: Видавництво «Око», 1997—2000.
  - т. 1 Жага пізнання,
  - т. 2 Інструмент насолоди,
  - т. 3 Турбота про себе.
- Дискурс і істина (цикл лекцій, 1983)

## Переклади українською
- Мішель Фуко. Правила промови. — К.: Дух і літера, 1993. — 61 с.
- Мішель Фуко. Наглядати й карати / пер. з фр. Петра Таращука. — К.: Основи, 1998. — 392 с.
- Мішель Фуко. Історія сексуальності. — Т. 1: Жага пізнання. — Х.: ОКО, 1997. — 235 с.
- Мішель Фуко. Історія сексуальності. — Т. 2: Інструмент насолоди. — Х.: ОКО, 1999. — 288 с.
- Мішель Фуко. Історія сексуальності. — Т. 3: Плекання себе. — Х.: ОКО, 2000. — 264 с.
- Мішель Фуко. Проблеми методу: Інтерв'ю з Мішелєм Фуко. Пер. з французької Віталій Лях. У вид. Після філософії: Кінець чи трансформація? — Київ: Четверта хвиля, 2000.
- Мішель Фуко. Археологія знання. — К.: Вид-во Соломії Павличко «Основи», 2003. — 326 с.
- Мішель Фуко. Наглядати й карати / пер. з фр. Петра Таращука. — Київ: Комубук, 2020 (перевидання перекладу Таращука, вперше опублікованого 1998 року у видавництві «Основи»).
- Мішель Фуко. Історія сексуальності. — Т. 1: Воля до знання. Пер. з фр. Романа Осадчука — К.: Комубук, 2025. — 200 с.